# Iliá Molchánov
Iliá Ígorevich Molchánov –en ruso, Илья Игоревич Молчанов– (Moscú, 18 de febrero de 1997) es un deportista ruso que compite en saltos de trampolín.
En los Juegos Europeos de 2015 obtuvo tres medallas, oro en trampolín sincronizado, plata en trampolín 1 m y bronce en trampolín 3 m. Ganó dos medallas en el Campeonato Europeo de Natación, plata en 2019 y bronce en 2021.

## Palmarés internacional
| Juegos Europeos    | Juegos Europeos    | Juegos Europeos   | Juegos Europeos            |
| Año                | Lugar              | Medalla           | Prueba                     |
| ------------------ | ------------------ | ----------------- | -------------------------- |
| 2015               | Bakú (Azerbaiyán)  | Medalla de oro    | Trampolín 3 m sincro       |
| 2015               | Bakú (Azerbaiyán)  | Medalla de plata  | Trampolín 1 m              |
| 2015               | Bakú (Azerbaiyán)  | Medalla de bronce | Trampolín 3 m              |
| Campeonato Europeo |                    |                   |                            |
| Año                | Lugar              | Medalla           | Prueba                     |
| 2019               | Kiev (Ucrania)     | Medalla de plata  | Equipo mixto               |
| 2021               | Budapest (Hungría) | Medalla de bronce | Trampolín 3 m sincro mixto |